# Sitio de Algeciras (1350)

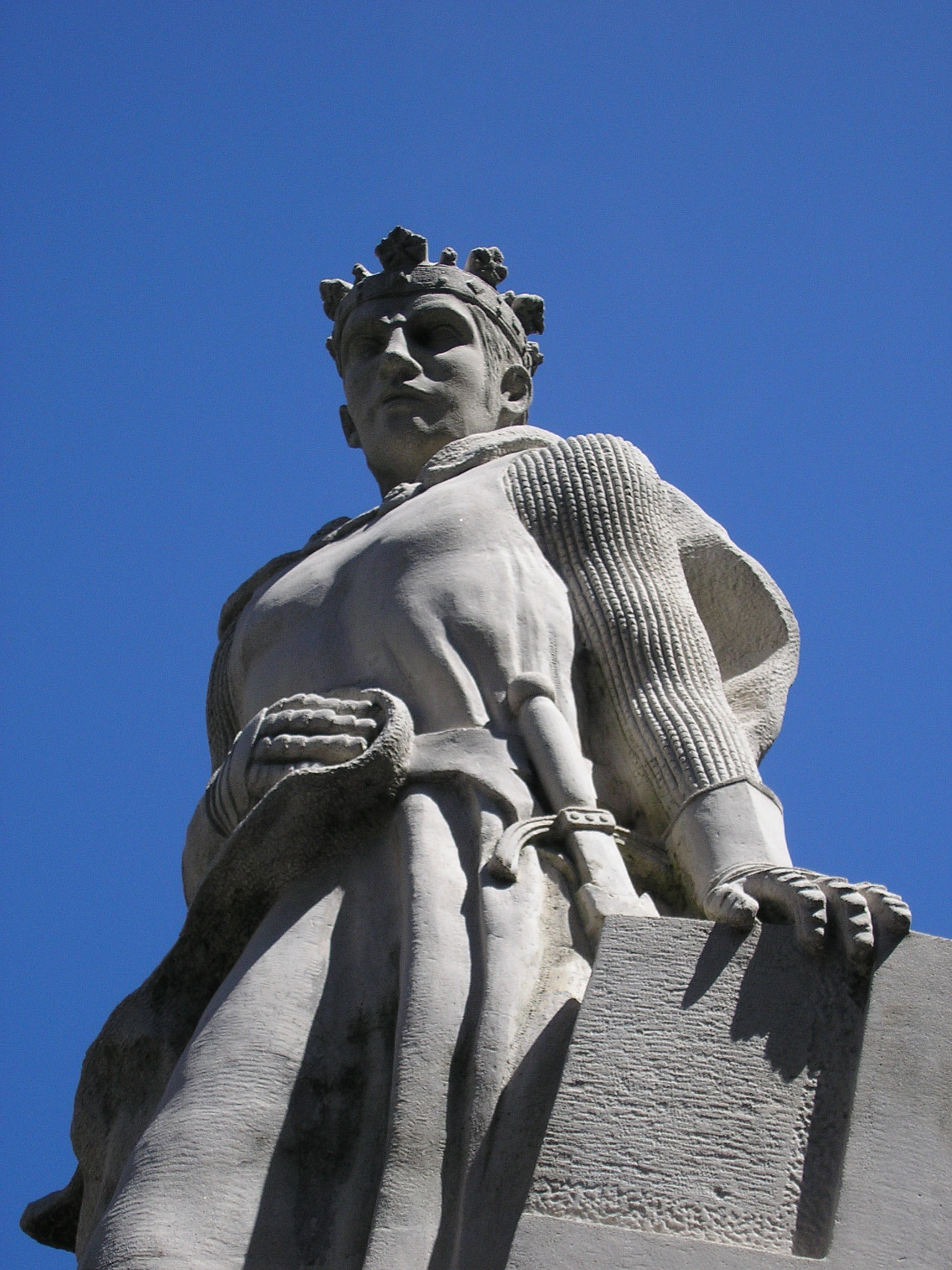
Estatua de Alfonso XI de Castilla en Algeciras.

El sitio de Algeciras de 1350 es un hecho de armas que tuvo lugar tras la muerte de Alfonso XI cuando el conde Enrique de Trastámara, hijo ilegítimo del rey y Leonor de Guzmán y aspirante al trono de Castilla, junto a varios de sus leales se acuartelaron en la medina de Algeciras en previsión de las represalias que el recién proclamado Pedro I pudiera tomar contra ellos.
Tras hacerse fuertes los sublevados en Algeciras gracias a la adhesión de su alcalde Pedro Ponce de León a la causa trastamarista el rey de Castilla envió al caballero Lope de Cañizares a contactar con los leales a su persona que pudieran permanecer en la ciudad. Estos manifestaron que se levantarían en armas contra los conspiradores si se les enviaban refuerzos en nombre del rey. Sucedió así que Pedro I mandó contra la ciudad una fuerte flota e infantería capitaneada por Gutierre Fernández de Toledo que puso cerco a la medina permitiendo que los petristas de ella expulsaran a los sublevados.

## Antecedentes
El 26 de marzo de 1350 el rey de Castilla Alfonso XI murió afectado por la epidemia de peste negra que por entonces asolaba Europa mientras dirigía el asedio a la ciudad de Gibraltar, en manos entonces de los benimerines. Una vez transportado su cuerpo desde el Real en el que se encontraba a la vecina ciudad de Algeciras su amante Leonor de Guzmán, los tres hijos mayores que había tenido el rey con ella y que acompañaban al monarca en la empresa (Enrique, Fadrique y Tello) junto a varios de los nobles que formaban parte de la corte real (Enrique Enríquez, conde de Trastámara y su hijo Fernando Enríquez, Juan Alfonso de Guzmán, Alvar Pérez de Guzmán, señor de Olvera, Fernando Pérez Ponce de León y Pedro Ponce de León, alcaide de Algeciras) tomaron la determinación de trasladar su cuerpo a la ciudad de Sevilla para darle sepultura en la Iglesia de Santa María junto a su padre Fernando IV a pesar de que había sido voluntad del rey que sus cuerpo fueran enterrados en Córdoba.
No participó de esta decisión ni la esposa del rey María de Portugal ni el legítimo heredero al trono de Castilla y desde el momento de la muerte de su padre rey Pedro I con quienes Alfonso XI mantenía una relación distante. Aun así ambos, rey y reina madre, recibieron prontas noticias del fallecimiento y se acordó que esperaran la comitiva en Sevilla junto al resto de la Corte.
En el camino hacia Sevilla el cortejo fúnebre pasó por las inmediaciones de la ciudad de Medina-Sidonia, propiedad de Leonor de Guzmán y administraba por Alfonso Fernández Coronel, un noble de su total confianza. A instancias de la consorte del rey varios de los notables del reino, incluyendo varios familiares suyos aunque no los hijos bastardos del rey, entraron en la ciudad para celebrar una Junta. Leonor de Guzmán, recelosa de perder todos los privilegios conseguidos para ella y para sus hijos tras la muerte de Alfonso XI, manifestó frente a todos los presentes que siendo sus hijos legítimos no correspondía al infante Don Pedro sino al mayor de ellos la corona de Castilla y pidió apoyo en su causa.
Esta conspiración debió resultar inesperada para los presentes pues en ese instante ninguno de ellos se manifestó abiertamente a favor de Leonor, quizás por lo peligroso del tema, entablándose una discusión al respecto. Cuando la traición trascendió a la comitiva que llevaba los restos mortales del rey Juan Alfonso de Alburquerque, primo de Alfonso XI y Mayordomo mayor de la reina María entró en la ciudad de Medina Sidonia y acusó de traición a Leonor y a todos los allí reunidos comunicándoles que se dieran por presos hasta que el rey se pronunciara sobre este asunto.
Ante el revuelo formado entre los caballeros que formaban la comitiva real por la conspiración Juan Núñez de Lara, Mayordomo mayor del rey, pudo disuadir a Leonor de Guzmán y darle protección para que se uniera de nuevo al cortejo fúnebre y acudiera a Sevilla. Sus hijos y los fieles a su causa, sin embargo, no vieron seguro continuar el viaje pues si bien muchos de ellos no habían ni siquiera participado de la Junta creían que las repercusiones de ella acabarían por afectarles.
Tras salir de la ciudad de Medina Sidonia los principales conspiradores decidieron retirarse a plazas fuerte de su control en previsión de las represalias de Pedro I. Los hijos de Alfonso XI y Leonor de Guzmán Enrique y Fadrique, y algunos de sus parientes (entre ellos Pedro Ponce de León, Fernando Ponce de León y Alvar Pérez de Guzmán) decidieron dirigirse al castillo de Morón perteneciente a la Orden de Alcántara y gobernado por un Maestres de esta Orden, Fernando Pérez Ponce. Una vez estuvieron allí no vieron seguro este destino y Fadrique tomó camino del Maestrazgo de Santiago, Alvar Pérez de Guzmán fue para Olvera y Enrique, Fernando Enríquez y Pedro Ponce de León se dirigieron a la plaza de Algeciras de donde este último era alcalde y donde podían contar con tropas fieles.
Dos días después de la celebración de la Junta de Medina Sidonia y tras pasar por la ciudad de Jerez de la Frontera, el cortejo fúnebre, con Leonor de Guzmán, llegó a Sevilla y se unió al rey y su madre. El funeral del fallecido Alfonso XI tuvo lugar en la Iglesia de Santa María de Sevilla sin que hubieran repercusiones a la conspiración ni las amenazas que Juan Alfonso de Alburquerque tomaran forma.

## El sitio de Algeciras

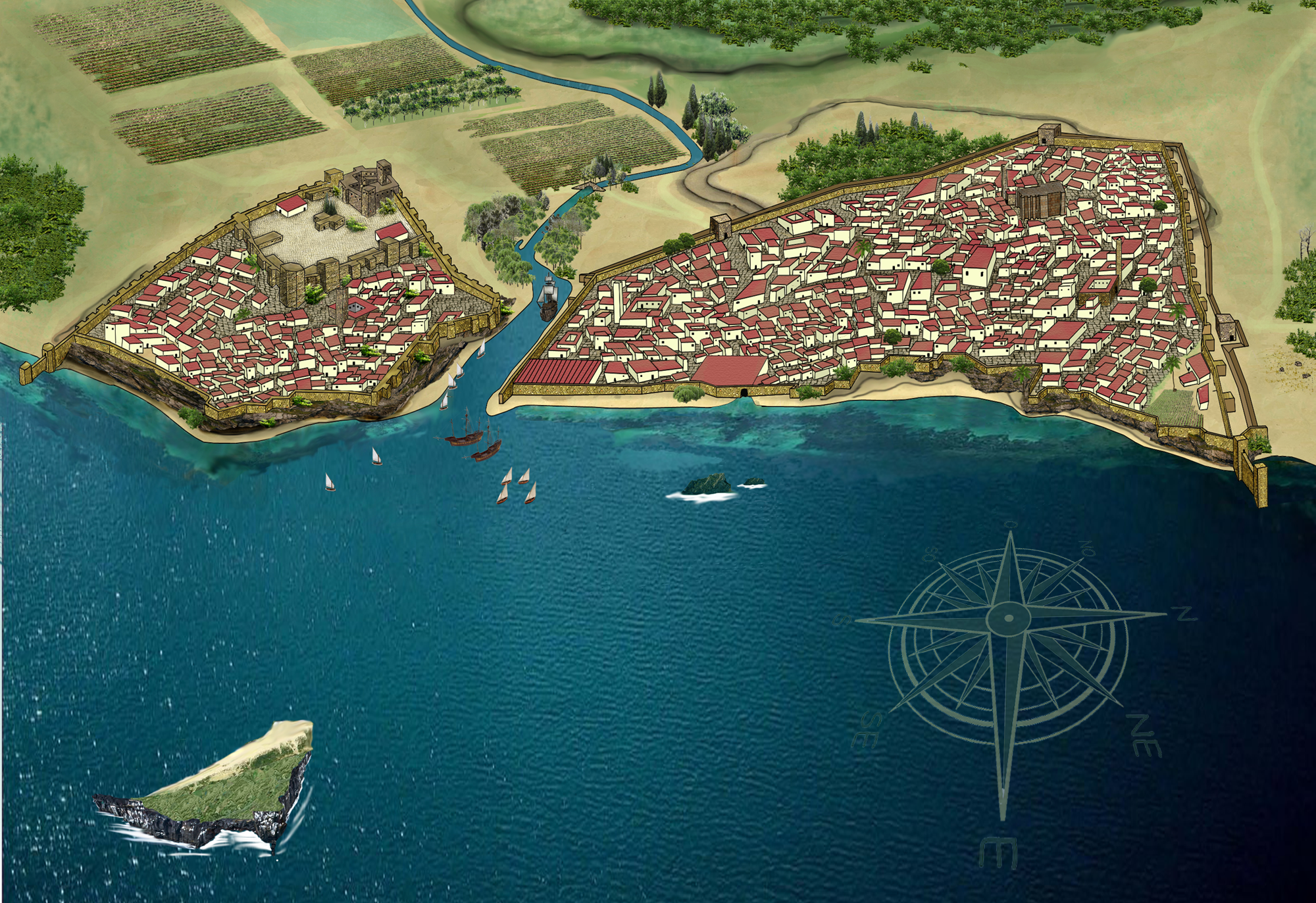
Recreación de las dos medinas de Algeciras en el. A la izquierda la Villa Nueva y a la derecha la Villa Vieja. Entre ambas se encuentra el río de la Miel y frente a este la Isla Verde.

En los días siguientes a la deserción de los Guzmanes Pedro I comenzó a tomar medidas contra los conspiradores. En Sevilla hizo presa a Leonor y la encerró en la cárcel del Palacio Real mientras tomaba una decisión sobre qué hacer con los que se había hecho fuerte en las diferentes plazas.
Especial importancia dio a los conspiradores de Algeciras por ser esta ciudad la principal de las tomadas por ellos y además una fortificación muy fuerte y en la misma frontera con el Reino de Granada y con los benimerines de Gibraltar y del norte de África. Tras recibir noticias de que sus hermanastros y sus fieles se habían enseñoreado de Algeciras, haciéndose fuertes en la plaza y persiguiendo a aquellos que no se adherían a su causa, quiso Pedro I enviar un emisario que contactara con el sector realista de la medina.

É veyendo el Rey que la cibdad de Algecira estaba en grand peligro por la vecindad de los Moros que tenía tan cerca, é aún la guerra duraba estonce, é temianse mucho de los Señores que en ella se pusieran, por quanto non estavan contentos de los que regian el Regno, envió á saber el estado de la dicha cibdad.
Crónica de los Reyes de España Cap. VII.

Mandó entonces a la ciudad al caballero Lope de Cañizares que era tenente de la torre de Cartagena o Carteya, una plaza situada en las inmediaciones de la ciudad y que había sido conquistada por su padre durante el asedio a Algeciras de 1344.
Lope de Cañizares pudo entrar en la ciudad de incógnito a pesar de que los adeptos a Enrique tenían tomadas todas sus puertas y ejercían un férreo control sobre la población. Dentro de la medina contactó con los que sabía que eran leales a Pedro que le confirmaron el estado de la ciudad y pidieron que se trasladara al rey la urgencia de la situación y la certeza de que aún contaba con gran cantidad de vasallos dentro de las murallas. Los petristas aseguraron que si se les mandaban tropas a la ciudad serían ellos mismos desde el interior de la misma los que se levantaran contra los desertores.
Tras conocer esto Lope de Cañizares pretendió volver a Sevilla para informar al rey pero fue descubierto por los insurrectos y tuvo que ser acogido en la casa de uno de los caballeros fieles a Pedro con el que había hablado mientras los guardias los buscaban y aumentaban los controles en las puertas de la medina. Viendo que el cerco se estrechaba en torno a él fue ayudado durante la noche a saltar con la ayuda de cuerdas desde el adarve de la muralla al exterior.

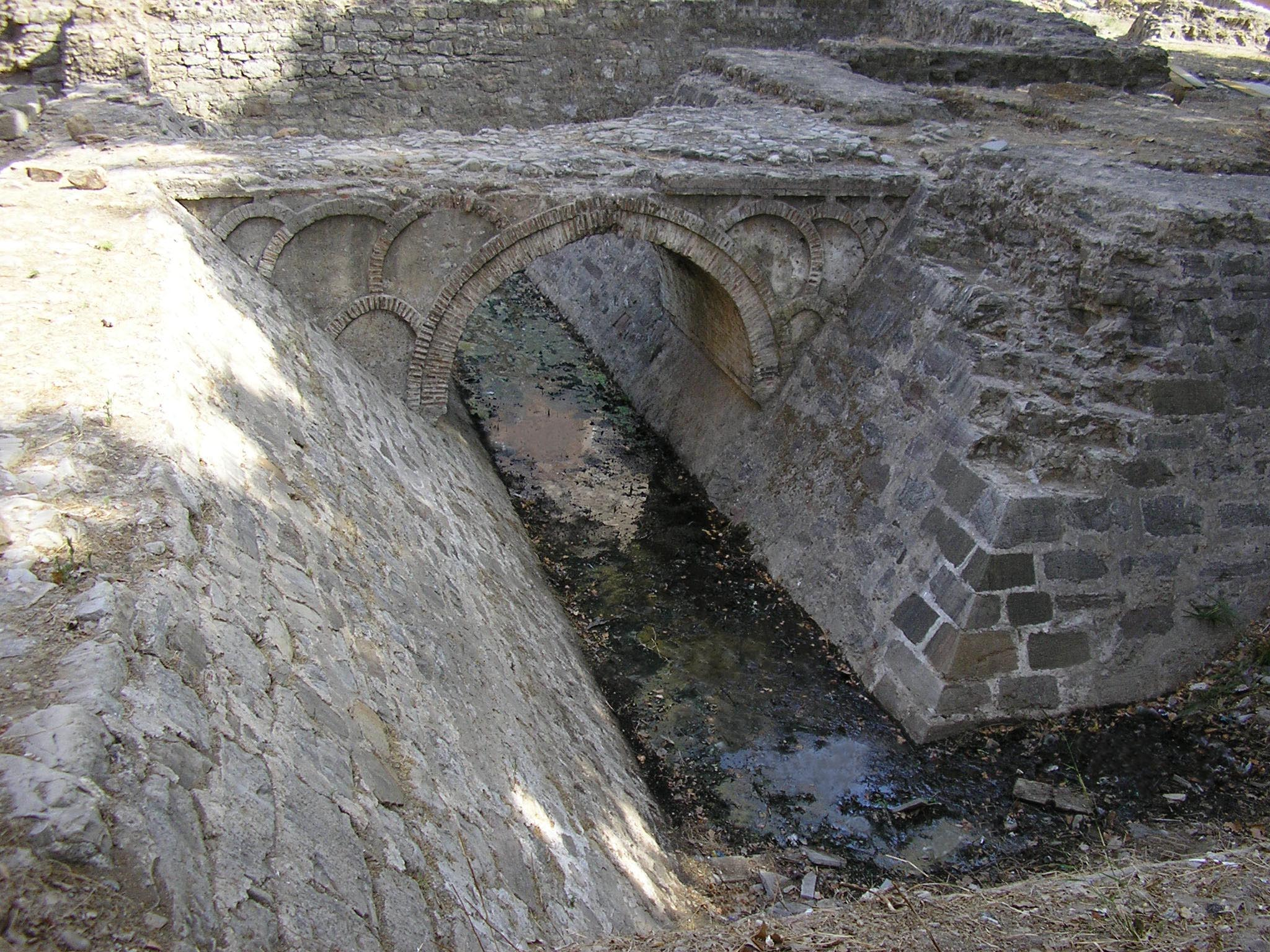
Restos del acceso acodado de la Puerta del Fonsario de Algeciras, reconstrucción castellana de la puerta benimerí que terminó de construirse poco antes del fallecimiento de Alfonso XI.

De regreso a Sevilla Lope de Cañizares se entrevistó con el rey y le relató todo lo que había acontecido en Algeciras y cómo la ciudad se encontraba tomada por los conspiradores. Para demostrar la veracidad de su relato mostró las heridas de sus manos causadas por la cuerda con la que le descolgaron por la muralla. Tras consultar con su consejo el rey Pedro mandó a uno de su caballeros leales Gutierre Fernández de Toledo, Guarda mayor del rey y Caballero de la Orden de la Banda, a armar con gran cantidad de tropas las galeras de la flota que se encontraba en Sevilla para hacer la guerra contra los musulmanes y zarpar hacia Algeciras para tomarla en su nombre.
Al llegar a la bahía de Algeciras la flota de Gutierre Fernández se aproximó a las murallas de la ciudad y comenzó a desembarcar las tropas en sus inmediaciones. Tan pronto como vieron completamente cercada por tierra y mar la medina los leales del interior de la ciudad se vieron fuertes y sabiéndose apoyados por el rey se levantaron en armas contra los trastamaristas y tomaron las calles y el alcázar al grito de Castilla, Castilla por el rey Don Pedro.
Desde el exterior de la ciudad Gutierre Fernández, al mando de las tropas, exigió a los amotinados el abandono de la ciudad bajo amenaza de entrar por la fuerza. Viendo el conde Don Enrique y Pedro Ponce que a pesar de superar en fuerzas a los del interior de la ciudad nada tenían que hacer frente a los refuerzos enviados desde Sevilla decidieron abandonar Algeciras junto a muchos de sus vecinos que les eran fieles por una de las puertas que tenían controladas para partir camino de Morón.
Después de que los trastamaristas abandonaran la ciudad entró en ella Gutierre Fernández de Toledo en nombre del rey de Castilla y envió a su escudero a Sevilla para informar a la corte de la huida de Don Enrique y la toma de Algeciras. En recompensa por sus servicios y lealtad el rey encomendó al propio Gutierre la tenencia de Algeciras a lo que el caballero renunció por querer permanecer cerca de la corte real.